# Экспроприация
Экспроприа́ция (новолат. expropriatio — лишение собственности, от лат. ех — от + proprius — собственный) — принудительное отчуждение имущества:
- Юридическая экспроприация — принудительное безвозмездное (конфискация) или оплачиваемое (реквизиция) отчуждение имущества, производимое государственными органами[1]. Объектом экспроприации может быть как недвижимое (например, земля при проведении железных или грунтовых дорог), так и движимое имущество.
- Лишение собственности и прежнего социального положения одного общественного класса другим, а внутри класса — одного его слоя другим. Пример экспроприации внутри класса в силу законодательного акта — секуляризация церковных имений.
- Принудительное изъятие собственности частных лиц и госучреждений, проводимое большевиками и другими революционными партиями до революции 1917 года для финансирования своей подпольной деятельности (к примеру, см. Камо).
- В частности, после революции 1917 года правительством большевиков была объявлена отмена частной собственности на средства производства и начата национализация на контролируемых ими территориях (см. также Грабь награбленное)[2].
- В 30-е и 40-е годы XX века экспроприация частной собственности проходила на всех территориях, которые по тем или иным причинам занимала Красная Армия: в Молдавии, на Западной Украине, в Белоруссии, Эстонии, Латвии, Литве, Польше, Венгрии, Румынии, Болгарии, Германии (ГДР) и других странах.
- В XX веке в ряде стран Европы, Азии, Африки и Латинской Америки для решения аграрного вопроса проводилась экспроприация крупных земельных владений (латифундий).
- Конституции США, Германии, Испании, Австралии, Чили (и во многих других странах — акты парламентов) в том или ином виде предоставляют право государства отчуждать частную собственность без согласия её владельца при условии справедливой в том или ином смысле компенсации.
- В анархизме присвоение народом права на довольство для всех.